# Varsak
Varsak fou una tribu turcmana que va establir un emirat independent o beylik a la Cilícia oriental.
Sota influencia de Karaman fins al segle xv, a la meitat d'aquest segle el safàvida Xaïkh Djunaydva predicar les seves doctrines entre els turcmans varsaks, i sota aquesta influència es van erigir en un emirat independent que va tenir els següents governants:
- Hamza ibn Kara Isa 1432-1470
- Uyuz Beg 1470-?
- Yusuf Beg ?-1514

Yusuf Beg, el darrer amir va morir combatent pels safàvides a la batalla de Çaldiran el 1514 i la zona va passar als otomans.